# John Gorka
John Gorka (27 de julio de 1958) es un músico folk estadounidense de origen vasco. En 1991 la revista Rolling Stone le llamó "el cantautor más preeminente del que ha sido bautizado como el Nuevo Movimiento Folk".

## Vida personal
Gorka recibió su primera guitarra como regalo de Navidad. Pero finalmente aprendió primero a tocar el banjo y empezó a actuar en un grupo de música folk en su iglesia.
Gorka asistió al Moravian College en Bethlehem, Pensilvania.
Desde 2005 reside en el Valle de St. Croix, un área cercana a Saint Paul, Minnesota.

## Carrera
Gorka formó el Razzy Dazzy Spasm Band con Doug Anderson y Russ Rentler y también incluiría al guitarrista Richard Shindell. Empieza a actuar solo en el Godfrey Daniels Café como telonero para varios músicos que incluyen: Nanci Griffith, Bill Morrissey, Claudia Schmidt y Jack Hardy.
En 1984, Gorka fue uno de seis ganadores escogidos entre los finalistas en la New Folk Compitition en el Kerrville Folk Festival. Desde entonces ha hecho giras regularmente por Europa y América del Norte.

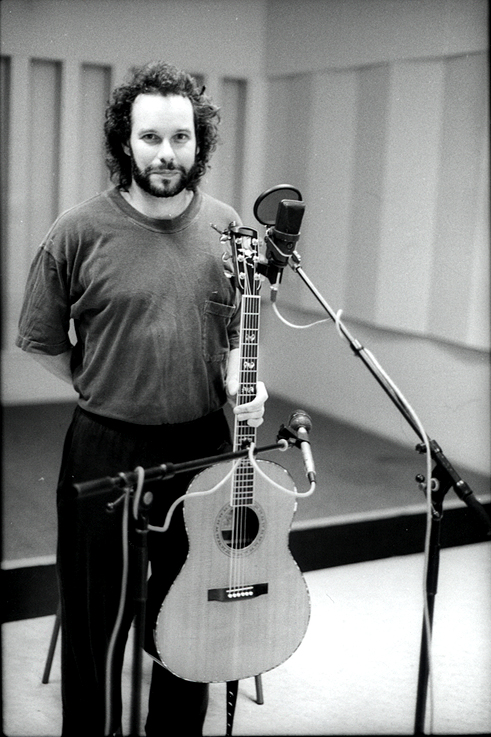
John Gorka en el VPRO Estudio, Hilversum

Ha actuado con artistas como Suzanne Vega, Shawn Colvin, Michael Manring, Christine Lavin, Dave Van Ronk, Cliff Eberhardt, David Massengill, Frank Christian y Lucy Kaplansky. Se unió con Kaplansky y Eliza Gilkyson para formar el supergrupo folk Red Horse en 2010—girando juntos y publicando un álbum titulado igual, en el cual graban cada cual las composiciones de los otros. Red Horse han vuelto a hacer una gira en julio de 2014.

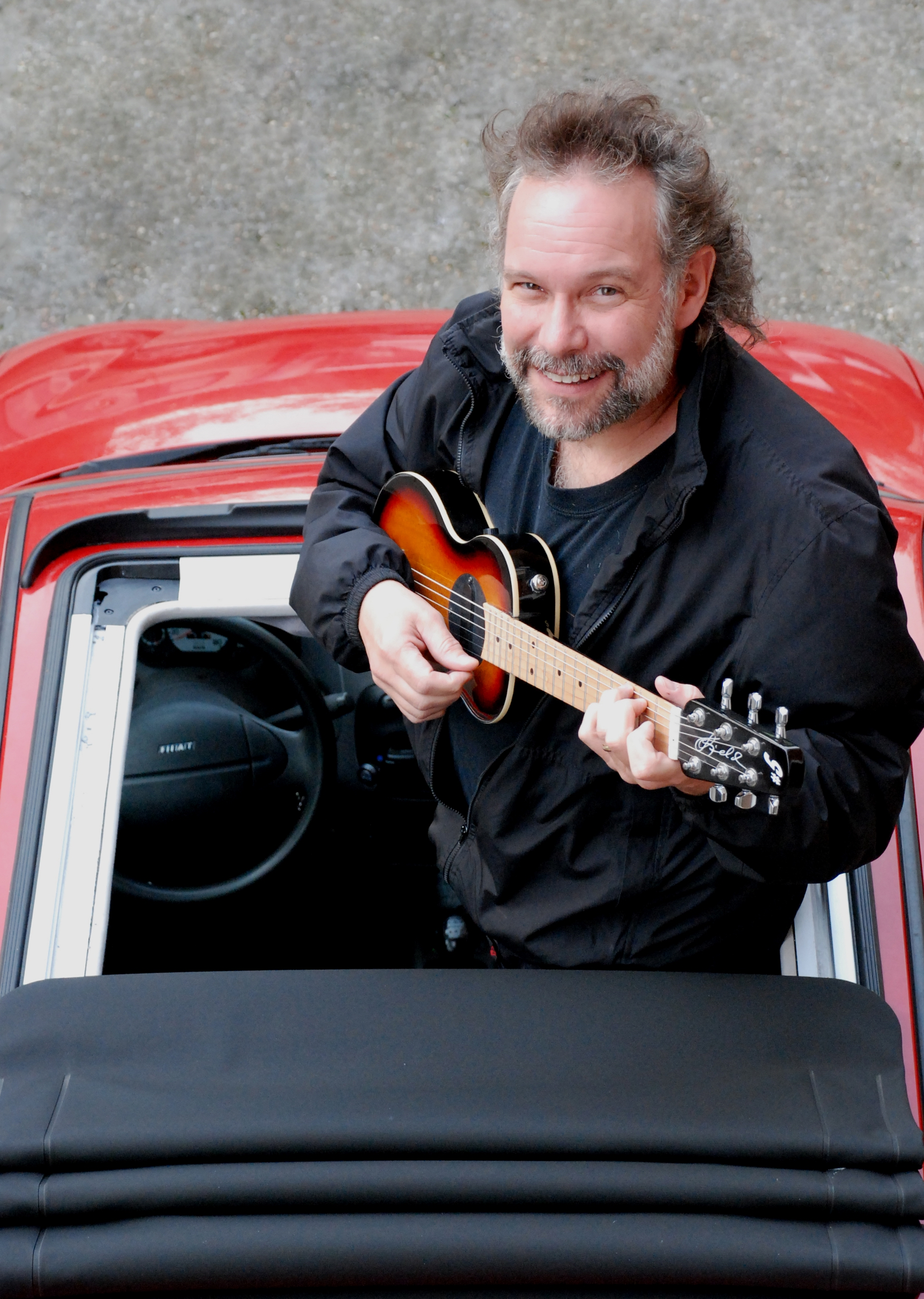
John Gorka 2008

En marzo de 2014 Gorka continuó su larga relación con Red House Records con la publicación del CD acústico, Bright Side of Down.

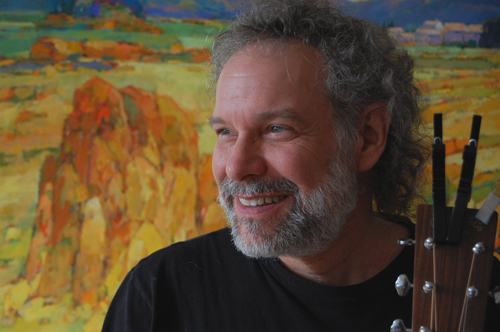
John Gorka en La Haya, Holanda

## Discografía

### Álbumes de estudio
- I Know (Red House, 1987)
- Land of the Bottom Line (Windham Hill/High Street, 1990)
- Jack's Crows (Windham Hill/High Street, 1991)
- Temporary Road (Windham Hill/High Street, 1992)
- Out of the Valley (Windham Hill/High Street, 1994)
- Between Five and Seven (Windham Hill/High Street, 1996)
- After Yesterday (Red House, 1998)
- The Company You Keep (Red House, 2001)
- Old Futures Gone (Red House, 2003)
- Writing in the Margins (Red House, 2006)
- So Dark You See (Red House, 2009)
- Bright Side of Down (Red House, 2014)

### Colaboración
- Red Horse (Red House, 2010) con Lucy Kaplansky y Eliza Gilkyson

### EP
- Motor Folkin' (Windham Hill/High Street, 1994)

### DVD
- The Gypsy Life  (AIX Records, 2007)

### "Best of" álbumes
- Pure John Gorka (Windham Hill, 2006)

### En varias recopilaciones de artistas
- Fast Folk Musical Magazine for early recordings.
- "I Saw a Stranger with Your Hair" en Legacy: A Collection of New Folk Music (Windham Hill, 1989)
- "Christmas Bells", en A Winter's Solstice, Vol. III (Windham Hill, 1990)
- "Love Minus Zero/No Limit" en A Tribute to Bob Dylan, Vol. 2 (SIS, 1994)
- "The Gypsy Life" en The Live from Mountain Stage, Vol. 8 (Blue Plate, 1995)
- "The Water is Wide" en Where Have All the Flowers Gone: The Songs of Pete Seeger (Wundertüte Musik, 1998)
- "Bracero" en What's That I Hear?: The Songs of Phil Ochs (Sliced Bread, 1998)
- "Thirsty Boots" (Eric Andersen) en Bleecker Street: Greenwich Village in the 1960s (Astor Place Records, 1999)
- "Girl from the North Country" en A Nod to Bob: An Artists' Tribute to Bob Dylan on His 60th Birthday (Red House, 2001)
- "Do La Lay", "Things We've Handed Down" en Down at the Sea Hotel (La Montagne Secrète, 2007)